# Vicisti, Galilaee
 Vicisti,  Galilaee лат. (изговор: вицисти, галилее). Побиједио си Галилејче! (Јулијан Флавије Клаудије)

## Поријекло изреке
Јулијан Флавије Клаудије  (лат. Iulianus Flavius Claudius), уском кругу неоплатоничара познат као Јулијан Филозоф (лат. Iulianus Philosophus), а касније прозван међу хришћанима и  Јулијан Отпадник (лат. Iulianus Apostata) је ријечи „Побиједио си Галилејче“  упутио  Исусу јер није успио да забрани хришћанску вјеру (4 вијек нове ере - пред филозофову смрт).

## Тумачење
Употребљава се и данас када се „пријетећи“ наглашава, да је супротна воља успјела.